# アースラ (リトル・マーメイド)
- リトル・マーメイド > アースラ (リトル・マーメイド)
- ディズニー・ヴィランズ > アースラ (リトル・マーメイド)

- ウルシュラ
- ウルスラ
- アーシュラ

アースラ（Ursula）は、ウォルト・ディズニー・ピクチャーズのアニメ映画『リトル・マーメイド』（1989年）に登場する架空のキャラクターである。女優パット・キャロルによって声が吹き込まれたアースラは、邪悪なセカエリアの海の魔女であり、人間の姿になりたいという願いを持つ人魚アリエルに、3日間だけ人間になる機会を与える。しかし、実際には、アースラはアリエルのチャンスを妨害し、最終的には海の支配者であるトリトン王の地位を奪おうと企んでいる。
監督・脚本家のロン・クレメンツとジョン・マスカーによって制作されたアースラは、ハンス・クリスチャン・アンデルセンの1837年の童話『人魚姫』に登場する海の魔女のキャラクターを基にしている。しかし、彼女の役割は映画の中で大幅に拡大され、より目立つ悪役となった。ディズニーはアースラのキャスティングに1年間苦戦し、その間、当時の多くのテレビ女優がこの役を熱望した。クレメンツとマスカーは、誰がアースラの声を担当すべきかについて作詞家のハワード・アッシュマンと意見が分かれた。監督たちはこの役をビアトリス・アーサーを念頭に置いて書きましたが、アシュマンは昼ドラマのスター、ジョーン・コリンズに提供するつもりだった。しかし、両女優ともその役を拒否した。アシュマンが次にブロードウェイ女優のエレイン・ストリッチをアースラ役にキャスティングした際、ストリッチとアシュマンはアースラの歌「哀れな人々」のパフォーマンス方法について意見が対立し、最終的にストリッチは解雇され、パット・キャロルがその代わりとして雇われた。キャロルはこの役のために自分の声を深くし、シェイクスピア劇の女優と車の販売員を組み合わせたような演技を基にした。
アースラのアニメーションはルーベン・A・アキーノによって描かれ、当初はマンタやオニオコゼなどの複数の海洋生物に触発されたデザインが考案されたが、最終的にクレメンツはキャラクターの基盤をタコにすることを決めた。彼女の触手の数は、制作費の関係で8本から6本に減らされた。また、アースラの外見は、アメリカの俳優でドラァグクイーンのディヴァインにインスパイアされている。『リトル・マーメイド』が1989年に初めて公開されたとき、アースラはすぐにディズニーの最も優れたヴィランとして受け入れられ、現在でもメディアによってスタジオの最も偉大なヴィランとして高く評価されている。ユーモラスでありながら恐ろしいと称賛されるアースラは、映画評論家からも肯定的な評価を受けており、中には彼女を数十年ぶりのディズニー最強のヴィランと称する者もいる。一方、キャロルのパフォーマンスも同様に高く評価され、この役は彼女のこれまでの仕事を凌駕するほどの成功を収め、最終的には彼女の名前がアースラとほぼ同義になるほどになった。

## 製作

### 構想
ディズニーの幹部、マイケル・アイズナーとジェフリー・カッツェンバーグの指示を受け、監督兼脚本家のロン・クレメンツは、スタジオの次の大きなアニメーション映画として採用できる可能性のある新しいストーリーアイデアを研究するよう、複数の映画製作者に指示された。クレメンツは地元の書店でハンス・クリスチャン・アンデルセンの古典的な童話『人魚姫』を初めて見つけ、なぜディズニーがこの物語を以前にアニメ化しようとしなかったのかについて考え始めた。クレメンツは最終的に、ウォルト・ディズニー自身が1930年代にはこの童話を長編アニメ映画にしようと試みていたことを知ったが、その悲しい結末のためにプロジェクトは最終的に棚上げされていたことを学んだ。クレメンツは『人魚姫』をカッツェンバーグに提案し、最初は却下されたものの、最終的には承認された。
アンデルセンの原作では、海の魔女はほとんど登場せず、重要なキャラクターでもなく、名前もなかった。クレメンツが物語を変更するためのアイデアの1つとして、彼は「魔女をもっと悪役にする」ことを決め、アースラをそのように発展させるのは「楽しいキャラクター」であると述べた。アンデルセンの物語では、海の魔女は「評判の悪い人魚」であり、悪役とは言えない。『Bustle』のJR・ソープも、アンデルセンの物語では「海の魔女は敵ではなく」、むしろ「人間の本性」が敵であると指摘した。原作の海の魔女は、小さな人魚を助けることに同意しているものの、その動機には公然と反対しているが、アースラは最終的にアリエルの父を打倒することを望んで、アリエルを助けることにしか興味がない。『Teen Ink』のエマ・ジェームズは、スタジオがキャラクターに「アースラ」という名前を与えたことに加えて、彼女の役割を物語の触媒から反対者の行動に変えたと観察した。海の魔女とは異なり、アースラは人魚が成功しないように意図的に介入する。
作詞家、プロデューサー、脚本家であるハワード・アッシュマンは、当初、アースラとトリトン王の関係をソープオペラのようなものとして想像しており、そのために昼ドラマの女優ジョーン・コリンズからインスピレーションを得た。アースラは元々トリトンの姉妹として構想されており、それによってアースラは自然にアリエルのおばになるはずだったが、このアイデアは最終的に放棄された。しかし、アースラがかつてトリトンの宮殿に住んでいたことをほのめかすことで、彼らの血縁関係が微妙に示唆されている。クレメンツとマスカーは、当初、アースラが映画の終わりでも元のサイズのままでいることを意図していた。しかし、カッツェンバーグは最近『ダイ・ハード』（1988年）を見たばかりで、彼は『リトル・マーメイド』に「もっと大きな」結末を求め、クライマックスのアリエルとエリックとの戦いの中で、アースラがより巨大になるように脚本家たちに指示した。

### 声と音楽
パット・キャロルは1989年から2022年の死去までアースラの声優を務め、その最後のアースラ役は遺作となった『ディズニー ドリームライトバレー』だった。キャロルは映画製作者の最初の選択肢ではなく、クレメンツ、マスカー、アシュマンは誰がアースラの声を担当すべきかを長い間議論していた。そのキャスティングには1年を費やすほど長く骨の折れる過程だった。アラン・ノイワースの著書『Makin' Toons: Inside the Most Popular Animated TV Shows and Movies』によると、映画製作者たちは「低音で世界に疲れたような無表情なアースラを完璧に演じられるパフォーマーを探し求めていたが、なかなか理想的な人材に巡り合わなかった」と記している。アシュマンは昼ドラマ『ダイナスティ』でアレクシス・コルビーを演じたジョーン・コリンズの演技が気に入っていたため、彼女に興味を持っていたが、クレメンツとマスカーは女優のビア・アーサーを支持しており、実際に彼女のために役を書いた。彼らは初期の脚本の段階でアースラを「ビア・アーサー風の低音の声を持つキャラクター」として描いていた。アーサーがすでにディズニーのタッチストーン・テレビジョンでシットコム『ゴールデン・ガールズ』に出演していたため、彼らはアーサーが役を引き受けることを完全に予想していた。しかし、アーサーの代理人は、クライアントにアースラの声を演じるよう示唆したことに怒り、女優に台本を見せることさえ拒否した。
アーサーが候補から外れたため、クレメンツとマスカーは、ナンシー・マーシャン、シャーロット・レイ、ロザンヌ・バーなど、その時代の他の人気テレビ女優をオーディションさせることを余儀なくされた。バーは元々は召使いのカールトッタ役のオーディションを受けていたが、アシュマンは彼女の鼻にかかった声に面白みを感じ、アースラ役のオーディションを依頼したが、最終的に彼女のアプローチはアースラに適していないと判断された。ジャズシンガーのナンシー・ウィルソンもオーディションを受けた。一方、アシュマンは同様にコリンズの採用にも失敗した。『ダイナスティ』のプロデューサーであるアーロン・スペリングは、アニメキャラクターの声を担当することで女優の評判が損なわれることを恐れていたからである。そのため、アシュマンはブロードウェイのベテランであり、長年のファンであるエレイン・ストリッチを追求した。アースラのオーディションは、応募者が映画のシーンを朗読し、ブロードウェイ風の曲を1曲披露することが求められた。最終的な候補者は、クレメンツとマスカーが推すレイ対アシュマンが推すストリッチという構図となり、ストリッチが最終的にレイを抑えて役を獲得した。マスカーはストリッチのアースラに対するアプローチを「風変わりでクレイジーな読み方」と表現した。しかし、ストリッチとアシュマンは「哀れな人々」についてすぐに創造的な対立を経験するようになった。というのも、女優が作詞家の「非常に具体的な指示」に従うことを拒んだからである。ストリッチはアシュマンの希望するテンポで曲を演奏することを拒否し、アルコール依存症も相まって、作詞家は彼女をプロジェクトから解雇し、クレメンツとマスカーは新たなオーディションを開いて代役を探さざるを得なくなった。
キャロルは、エージェントを通じて『リトル・マーメイド』を初めて知り、以前からディズニーキャラクターの声を担当したいと思っていたため、すぐにアースラ役のオーディションに同意した。しかし、彼女は自分の競争相手が有名な映画やテレビ女優ばかりであることを知り、自分が選ばれる可能性はほとんどないと感じていた。マスカーはキャロルのオーディションアプローチを俳優モーリス・エヴァンスとタルラー・バンクヘッドのハイブリッドとして表現した。演技と歌のオーディションの両方に自信を持っていたにもかかわらず、キャロルは役についてエージェントからの連絡が1年後になるまで待つことになり、その時点で彼女はすでにオーディションを受けたことを忘れていた。キャスティングされた後、キャロルはその役に完全に専念し、当時の他のすべての仕事やプロジェクトよりも優先した。キャロルの最初の仕事は「哀れな人々」の録音だった。彼女のアプローチはストリッチとは著しく異なり、まずアシュマンに曲をどのように演奏してほしいかを正確に示してもらってから挑戦した。キャロルはアシュマンの指導にすべてを委ね、「彼の肩が特定の方法でけいれんし、目が特定の方法で動く...私は彼がその曲を歌うのを見て、他の何よりもアースラについて多くを学んだ」と説明している。キャロルはまた、アースラが「isn't it」の代わりに「innit」と言う癖をアシュマンから取り入れた。彼らの強力な仕事の関係にもかかわらず、キャロルはアシュマンと作曲家アラン・メンケンとの仕事を「厳しい」経験と表現し、作詞家たちの「軍隊的な」アプローチのために、録音セッションから帰るたびに声帯が壊れて帰宅することが多かったと述べている。ある録音セッションについて不満を言った際、キャロルは映画監督である娘のタラ・カーシアンから「あなたが今取り組んでいる作品は50年後には見られるでしょう... 今取り組んでいるものは私たちの子供、孫、ひ孫たちが見ることになるでしょう」と励まされた。自分の演技をシェイクスピア風と評したキャロルは、アースラを「今では車を売っている元シェイクスピア女優」と捉え、彼女の乾いた劇的な解釈に影響を受けた。また、キャロルは役のために自分の声を低くした。完成した映画を初めて見たとき、キャロルは自分の演技に怖くなり、それを映画『オズの魔法使』（1939年）でマーガレット・ハミルトンが演じた悪い魔女の演技と比較した。アリエルの声を担当する女優ジョディ・ベンソンは、キャロルの代わりにアースラの美しい人間の変身形態である「ヴァネッサ」の声も一時的に担当した。
2019年6月28日、ロブ・マーシャル監督による『リトル・マーメイド』の実写リメイクでメリッサ・マッカーシーがアースラを演じることが交渉中であることが発表された。2020年2月18日、マッカーシーは『エレンの部屋』でのインタビューで、悪役を演じることが決定した認め、「私は海の魔女アースラを演じます。とても楽しいです。今はリハーサル中です。最高のひとときです。ロブ・マーシャルの世界に足を踏み入れるのは夢のようです。ロンドンに一週間行ってきたのですが、『ダンスキャンプに1週間行けるなんて思わなかった』って感じでした。1日中、『この40フィートの二枚貝を滑り降りたいですか？』って言われるんです。もちろん滑りたいです。あなた、どうかしてるんですか？ってね。すごく創造的で楽しい時間です」と述べた。2020年12月、マッカーシーは2021年1月に映画の撮影を開始する予定であることを述べた。マッカーシーは最終的に2021年4月にシーンの撮影を開始した。同年後半、マッカーシーはアースラを演じる経験を「素晴らしい」と述べ、「ディズニーと（監督の）ロブ・マーシャルの世界は、誰もが体験できればいいと思うほど創造的で親切で素晴らしい世界だ。毎日歌のレッスンに通った... オーケストラと一緒に録音する機会があった。歌手ではない私にとっては驚異的なことだったが、とても楽しいプロセスだった。素晴らしいものになると思う... 私にとって、アースラはすべてだ。彼女は私の絶対的なお気に入りの悪役の1人のため、彼女を演じるのは非常に楽しかった」と付け加えた。
ジェシカ・アレクサンダーがアースラの美しい人間の変身形態であるヴァネッサを演じた。アレクサンダーのキャスティングは2021年3月1日に発表された。彼女は自身のキャラクターを「誘惑者、魅惑者、ファム・ファタールの定義であり、セクシーな女性悪役」と表現した。キャスティングについて、監督のロブ・マーシャルは、マッカーシーがすでにアースラを演じているため、ヴァネッサ役には比較的無名の女優をキャスティングすることが意識的な決定だったと述べた。また、マーシャルは「彼女は本当に美しい女優で、まさにその役を演じた。その美しさとカリスマ性を持ちながら、目の前で文字通り海の魔女に変わっていくのを見るのは本当に驚きだった」と述べた。アレクサンダーはこの役を楽しんで演じ、「悪魔的になったり、スクリーンでクレイジーになるのが大好きなため、これはそのための完璧な機会だった」とコメントした。コミック・ブック・リソーシズは、「アレクサンダーのヴァネッサは冷酷で狡猾... 彼女は最後のシーンで自分の悪役を全開にし、悪役としての一面を存分に発揮した」と評価した。ケイシー・マスグレイヴスもこの役を検討されていた。

### デザイン

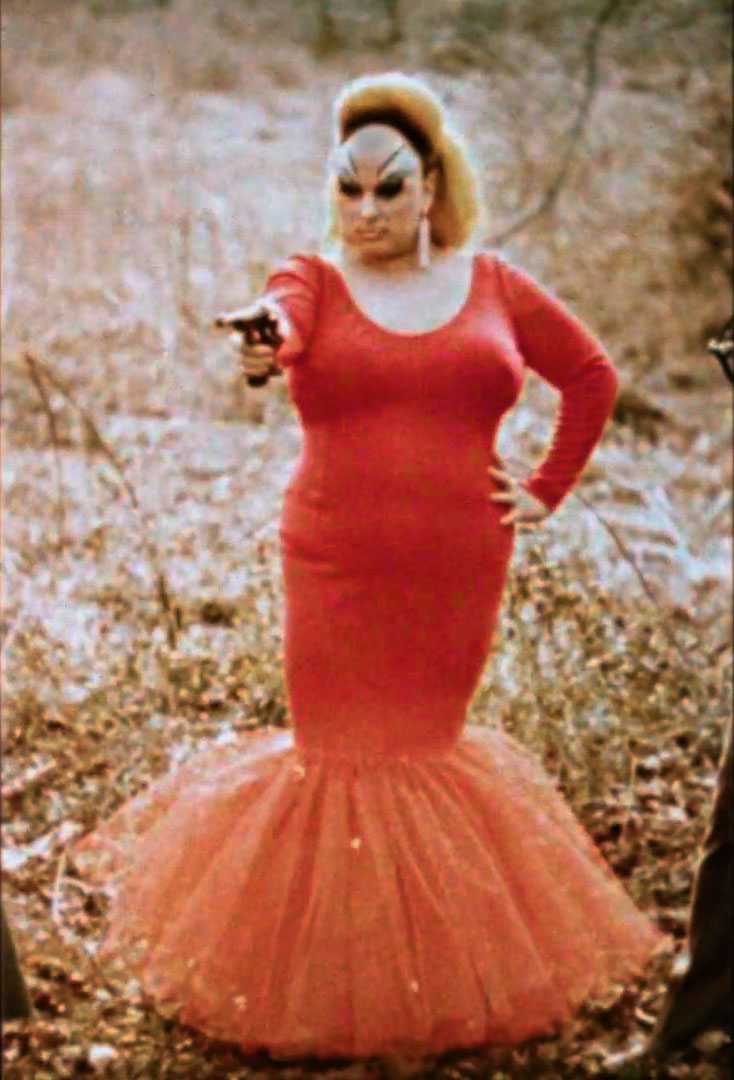
アースラのキャラクターは、ドラァグクイーンのディヴァインにインスパイアされた。

『リトル・マーメイド』の制作中、アースラのデザインは劇的に進化し、変化した。アニメーターのグレン・キーンによる初期のアースラのスケッチは、女優シャーロット・レイがこの役のオーディションを受けた際の姿に似せて描かれていた。エレイン・ストリッチがアースラ役に短期間キャスティングされ、彼女が演じたことが、最終的にアニメーターたちにアースラを「マンタやオニオコゼを基にした、長いケープをまとった背が高く痩せた王族風の海の魔女」としてデザインするインスピレーションを与えた。ある時点では、アースラはハリセンボンに似せてスパイクを持った姿でも描かれていた。アースラの外見は、アメリカの俳優でドラァグクイーンのディヴァインに大きく影響を受けており、ディヴァインは映画監督ジョン・ウォーターズの作品に頻繁に出演していたことで知られている。アニメーターのロブ・ミンコフが「妖艶で太ったマトロン」をスケッチした際、アシュマンは「まるでプールサイドで麻雀をしているマイアミビーチのマトロンみたいだ」とコメントした。アースラはディヴァインの特徴的なアイメイクやジュエリー、体型を共有しており、当初はモヒカンをスポーツしていた。このモヒカンはディヴァインが『ピンク・フラミンゴ』（1972年）で演じたキャラクター、バブス・ジョンソンから取り入れられた。しかし、当時ミンコフはアースラをサメの尾を持った姿で描いていた。最終的にクレメンツは、アースラの頭をタコの体の上に置くことを決定し、現在のデザインが完成した。アニメーターたちはタコの動き方を研究し、「魅惑的でありながら恐ろしい側面」があることを説明し、これをアースラの歩き方に取り入れた。最終的に、ディズニーはそのヘアスタイルが映画には「やりすぎ」だと感じたため、『ピンク・フラミンゴ』にインスパイアされたモヒカンは却下された。また、アースラの顔はディズニーの映画『ビアンカの大冒険』（1977年）に登場するマダム・メデューサの顔にも影響を受けている。『The Gospel according to Disney: Faith, Trust, and Pixie Dust』の著者マーク・I・ピンスキーによると、アースラは当時「ディズニーが女性悪役のために創り出した最もグロテスクなキャラクター」になった。
以前にディズニーヴィランズをアニメートしたことのあるキーンは、元々アースラの監修アニメーターになるよう依頼されたが、彼は何か違うことをしたいと考えてアリエルのアニメーションを選んだ。そのため、キーンはルーベン・A・アキーノに交代した。アースラは当初、現実のタコと同様に8本の触手を持って描かれていたが、その数は最終的にアニメーションが難しく高価になることを理由に管理しやすい6本に減らされた。キャロルによると、この変更によりアースラは実際にはタコよりもイカに近くなり、アースラがタコであるかどうかについては批評家や熱心なファンの間で議論が続いている。彼らの中には、アースラの2本の腕が残りの2本の触手を補っていると考える者もいる。クレメンツは、アースラの6本の触手がアニメーション化する際の課題を認めている。アースラは、『リトル・マーメイド』の視聴者に恐怖を与えるように意図的にデザインされた。アニメーターたちは、ディズニーの映画『ピノキオ』（1940年）に登場するモンストロを研究し、海から出てくるアースラの巨大な姿をアニメートした。アースラの外見は、映画『サンセット大通り』（1950年）のキャラクター、ノーマ・デズモンドにも基づいている。ディヴァインは自分の似姿が『リトル・マーメイド』に登場するのを生きて見ることはなかった。彼は映画の公開の1年前の1988年に亡くなった。しかし、彼の仲間たちは、ディヴァインがアースラを大いに楽しんだだろうと同意している。ドキュメンタリー作家ジェフリー・シュワルツは、ディヴァインがアースラについて知っていたら、自分で演じたかっただろうと冗談を言い、かつてウォーターズに「若い頃は、ディズニーヴィランズになりたいとしか思っていなかった」と話していたと語った。

## キャラクター設定とテーマ
About.comのデヴィッド・ヌサイアーは、「アースラが目的を達成するためにどこまで堕ちるかには限界がない」、アースラはしばしば魔法と欺瞞の組み合わせを利用して目的を達成すると述べており、「最悪のタイプの取引をする人物」であるアースラは、自分に何らかの見返りが得られると確信した場合のみ、不運な人々を助けることに同意する、としている。『Collision of Realities: Establishing Research on the Fantastic in Europe』の著者ラース・シュマインクは、アースラをアリエルの対照的な存在とし、彼女をアリエルよりも「より複雑で成熟したキャラクター」として描き、彼女が人魚が将来的に成り得るすべてを体現していると説明している。アリエルにとって、アースラは「若い王女の壮大な旅を引き起こす母性的なイメージ」を表し、彼女が魔女の「賢者のような知識と力」を手に入れたいと切望する存在である。アースラはアリエルに女性らしさについて教えるが、このテーマはエリザベス・ベル著『From Mouse to Mermaid: The Politics of Film, Gender, and Culture』によると、アンデルセンの物語には欠けていると指摘されおり、ベルによれば、「アースラはアリエルを家父長制との運命的な結びつきから解放できる可能性があり、彼女は実際にアリエルに『演技や声、表現』が『ジェンダーの解放』であることを教えています」としている。『Teen Ink』のエマ・ジェームズは、アースラの死が最終的にアリエルが自分の行動の結果を経験し学ぶことを妨げていると信じ、「アリエルは自分が引き起こしたすべてのトラブルに真に向き合うことがなかった」と結論づけている。『タイム』誌のローラ・スタンプラーは、アースラが実際にアリエルに対して、エリックからのキスを得られなかった場合の結果を警告していることに注目し、彼女を「巧みな契約交渉者」と表現した。『Collider』誌のデイブ・トランボアは、アースラを映画の『十字路の悪魔』として特定した。『フィラデルフィア・デイリー・ニュース』のゲイリー・トンプソンは、アースラを実業家レオナ・ヘルムズリーに似ていると述べた。
『Makin' Toons: Inside the Most Popular Animated TV Shows and Movies』の著者アラン・ノイワースは、アースラがディズニーの「古典的な悪党を描写する長い伝統に従っている」と指摘し、その中でも「女性の悪役ほど不安を感じさせるものはない」と述べている。ノイワースは、ディズニーの女性悪役に対する恐怖が「母親から求められる養育、安心、誠実さの期待に起因している」と考えている。アースラを含むディズニーの女性悪役たちは、しばしば「若さや美しさを渇望」する。アースラはアリエルの恋人を騙して結婚させるために、美しい若い女性に変身することさえする。ジャネット・ワスコは、アースラが『リトル・マーメイド』における強力だが敵対的な女性としての役割が、家父長制が母系社会よりも優れているという考えを暗示していると考えている。『ビームリー』のソフィー・ホールは、アースラを「特定の理由もなく追放された後、男の世界で王国を運営しようと苦闘する女性」と見なした。ジャスティナ・フルジンスカは『Emerson Goes to the Movies: Individualism in Walt Disney Company's Post-1989 Animated Films』の中で、「トリトンの男性支配が肯定的に描かれ、アースラの女性支配とは対照的に否定的に描かれている」と述べた。『Understanding Disney: The Manufacture of Fantasy』の著者ジャネット・ワスコは、映画がアースラを扱う際に「多くの女性キャラクターを排除し、[アンデルセンの童話に存在する]女性の力を弱体化させた」と非難した。しかし、ワスコはまた、アースラがアリエルにとって母親のような存在と見なされる可能性があるとも論じており、アースラの洞窟のトンネルは膣に似ており、アースラの仕草は母親のそれを想起させ、彼女がアリエルを「私の可愛い甘い子」と呼ぶとき、その感覚が強調されるとしている。Yahoo!のグウィン・ワトキンスは、アースラが「人間の男性は女性が黙っている方が好ましい」とアリエルに保証していると非難した。一方、アースラに対するフェミニズムの批判に対して、著者エイミー・M・デイヴィスは『Handsome Heroes and Vile Villains: Masculinity in Disney's Feature Films』の中で、アースラは実際にはエリックに「アリエルを永久に人間にする力を与える」役割を果たしていると観察している。しかし、著者アラン・ダンデスは、『Bloody Mary in the Mirror: Essays in Psychoanalytic Folkloristics』の中で、アースラがトリトンのトライデントを手に入れたときに男性的で低音の声になり、「物語中の唯一の強力な女性が、最高の力を求めることで男性化する」ことを示唆していると指摘している。ダンデスはまた、アースラが刺されると再び女性的な姿に戻ることも観察している。
『Tales, Then and Now: More Folktales as Literary Fictions for Young Adults』の著者アンナ・E・アルトマンは、アースラをサタンと比較し、アリエルとトリトンが「彼女と契約を結ぶ」ためだと述べ、Movie Metropolisのジェームズ・プラスは、アースラの契約を「メフィストフェレス的な取引」と表現した。サタンのように、アースラもまた、ルシファーが天国から追放されたように、トリトンの宮殿から追放された。Cinema Crazedのフェリックス・バスケスは、アースラが「ただ悪であるために悪である」と信じている。ディズニー・アーカイブスのために執筆したデイブ・スミスは、アースラが「『オリビアちゃんの大冒険』のラティガンのようなあからさまな粗野さを持ちながらも、より多くの生気を持っている」と観察した。スミスはアースラを「宝石を身にまとい、唇を尖らせた、肥満で裕福すぎて甘やかされた、常軌を逸した社交界のホステスが狂気に陥ったような存在」として描写し、彼女を「すべてのフレア、派手さ、演劇性が詐欺師のタッチと混ざり合っている」と見なし、憤怒が彼女の唯一の本物の感情であるとしている。さらに、アースラはしばしば観客のためにパフォーマンスをしているかのように振る舞う。オーランド・センチネルのジェイ・ボイヤーは、アースラの外見を伝道師のタミー・フェイに例えた。時折、アースラは典型的な男性的な身体的特性を示す。『ローリング・ストーン』誌のデヴィッド・エーリッヒは、アースラを「権力に対する飽くなき渇望を持つキャンピーな海の魔女」と描写し、アースラがディヴァインとドナルド・トランプの子供のようだと考えている。批評家の中には、アースラをボディポジティブと関連付ける者もいます。『ザ・オデッセイ』のミカエラ・グローバーによると、「アースラは、大胆なビジネスウーマンを描き、カーブを見せびらかすことを恐れず、それを利用し、またフルフィギュアの女性であることで典型的な美の基準を打ち破っている」と述べている。

## 出演

### 映画

#### リトル・マーメイド（1989年）
アースラは、1989年のアニメ映画『リトル・マーメイド』で初登場しました（パット・キャロルが声を担当）。アースラは、トリトン王の末娘アリエルの野心を利用して王位を奪おうと企む海の魔女であり、彼女の庭園のために人魚たちを海藻に変えることを楽しんでいる。アリエルが人間の王子エリックを助け、恋に落ちたことで父親のトリトンを怒らせると、アースラはアリエルの願いを叶え、彼女の声と引き換えに3日間だけ人間として生きることを許す。アリエルが3日目の終わりまでにエリックからキスを受けることができれば、永久に人間のままでいられるが、失敗すれば再び人魚に戻り、永遠にアースラのものになる。しかし、アースラはアリエルとエリックの恋愛を妨害することを決意しており、彼らが本当に恋に落ち始めていることに気づいたアースラは、美しい若い女性「ヴァネッサ」に変身し、エリックを催眠術にかけて結婚を約束させる。アリエルはアースラとエリックの結婚を阻止することに成功し、アリエルの声が戻ったとき、エリックは彼を救ったのがアリエルであったことに気づき、キスをしようとするが、日が沈むとアリエルは再び人魚に戻り、アースラに捕らえられる。トリトンはアースラに立ち向かい、アリエルの自由と引き換えに自分と魔法のトライデントを差し出すことに同意する。アースラはトライデントを使って巨大化し、アリエルとエリックを殺そうとするが、エリックが難破船の折れた船首でアースラを突き刺し、アースラは死ぬ。アースラが倒されると、その力は消え去り、人魚たちは元の姿に戻り、トリトンの力も回復し、アリエルは永久に人間に戻りエリックと結婚する。

#### リトル・マーメイドII Return to The Sea
アースラはオリジナル映画での死により、続編『リトル・マーメイドII Return to The Sea』には登場しないが、彼女の名前は何度も言及される。特に、彼女の妹であるモルガナ（こちらもパット・キャロルが声を担当）によって言及されることが多い。モルガナが持っているアースラの写真には、彼女の姿が写っている。カットされた曲「Gonna Get My Wish」の中の家族の肖像画では、アースラはモルガナや彼女たちの母親と同じように淡い緑色の肌を持つ若い少女としても描かれている。

#### ディセンダント2
アースラは、2017年のテレビ映画『ディセンダント2』に登場し、ウーピー・ゴールドバーグが声を担当した。映画の20年前、アースラは他のヴィランズとともに「ロスト島」に追放された。映画では、彼女の娘ウーマ（チャイナ・アン・マクレーンが演じる）が主なヴィランとして登場する。あるシーンでは、アースラがフィッシュ・アンド・チップス店のキッチンから触手を出し、ウーマに向かって「歌うのをやめて皿を洗いに来なさい」と叫ぶ。アースラは『ディセンダント』シリーズの他の作品には登場しないが、ウーマは続編の『ディセンダント3』に再登場し、スピンオフ映画『ディセンダント4』にはアースラの妹ウリアナ（ダーラ・ルネーが演じる）が登場する。

#### リサ・シンプソンのクラブへようこそ
Disney+の短編『リサ・シンプソンのクラブへようこそ』では、アースラと他のディズニーヴィランズがリサ・シンプソンを「ディズニー・ヴィランズ・ランド」に歓迎し、彼女を悪に引き込もうとする。この短編では、アースラはドーン・ルイスによって声を担当されているが、これは短編の制作中にパット・キャロルが急逝したためである。

#### リトル・マーメイド（2023年）
2023年の実写版リメイク映画『リトル・マーメイド』では、アースラをメリッサ・マッカーシーが演じ、ロブ・マーシャルが監督を務めた。このバージョンでは、ブロードウェイ・ミュージカルと同様に、アースラはトリトン王（ハビエル・バルデムが演じる）の疎遠になった妹であり、アリエルと彼女の姉妹たちの叔母として描かれている。また、クライマックスでは、1989年のオリジナル映画ではエリック王子がアースラを倒すが、このバージョンではアリエルがアースラを倒す。アースラの人間の姿であるヴァネッサは、ジェシカ・アレクサンダーが演じた。

### テレビシリーズ

#### リトル・マーメイド
アースラは、テレビシリーズ『リトル・マーメイド』の前日譚にあたるエピソード「ひとりぼっちのお友だち（Against the Tide）」「セバスチャンのライバル騒動（Tail of Two Crabs）」「伝説の英雄アポロ（Heroes）」「アリエルの宝物（Ariel's Treasures）」の4話でヴィランとして登場する。これらのエピソードでは、アースラはトリトン王に敵対し、アトランティカを支配しようとするさまざまな計画を実行するが、すべて失敗に終わる。

#### ハウス・オブ・マウス
アースラは、アニメテレビシリーズ『ハウス・オブ・マウス』（2001年）に、ナイトクラブでのミッキーのゲストとして時折登場した。劇場版『ミッキーの悪いやつには負けないぞ!』では、彼女は主要なヴィランであり、ジャファーの仲間の1人として登場し、他のディズニーヴィランズと共にクラブを乗っ取るシーンでミュージカルナンバー「悪役の館（It's Our House Now）」に参加した。

#### ワンス・アポン・ア・タイム
ABCのテレビシリーズ『ワンス・アポン・ア・タイム』には、2つの実写版のアースラが登場する。

##### 海の女神
海の女神アースラは第3シーズンに登場し、イヴェット・ニコール・ブラウンが声を担当している。エピソード「恋するマーメイド」では、アースラは千年間誰にも見られたことのない海の女神として描かれている。アリエルによれば、アースラは人魚たちに、潮が最も高くなるときに1年に1度だけ足を得る能力を与えた。アリエルはこの能力を使ってエリック王子の城を訪れ、そこでアースラを称える舞踏会が開かれていた。後に、女王（ラナ・パリラ）はアリエルと取引をし、白雪姫を捕まえるように欺くために、アースラに変装する。この変装は、短い白髪と触手を含み、アースラのアニメーションの外見に似ている。女王はアースラを「長い間死んだタコ」と考えているが、本物のアースラが像に宿り、2度と自分を真似しないように女王に警告したとき、驚愕する。

##### 海の魔女
海の魔女アースラは、第4シーズン後半のヴィランとして登場し、成人版はメリン・ダンジーが、ティーンエイジャー版はティファニー・ブーンが演じた。
エピソード「人魚の歌（Poor Unfortunate Soul）」では、アースラが若かった頃、ティーンエイジャーの人魚として父ポセイドーン（アーニー・ハドソン）と海の下で暮らしていた時期のフラッシュバックが描かれている。アースラは美しい歌声の持ち主であり、ポセイドーンはその声を使って海賊を誘惑し、アースラの母を殺した無名の海賊に復讐させようとした。しかし、アースラはそれを拒否し、自由を求める彼女の願望を支持した海賊フック船長（コリン・オドナヒュー）と友達になる。しかし、フックがアースラの歌声を魔法の貝殻に封じ込め、フック自身が欲しかった武器を破壊したポセイドーンを罰しようとしたため、2人の友情は壊れてしまう。人魚と人間の両方に失望し、怒ったアースラは、ポセイドンのトライデントを使って自分の尾を触手に変え、自分が名前の由来となった古代の海の女神を模倣した。
エピソード「ヒーローと悪役（Heroes and Villains）」と「3人の魔女（Darkness on the Edge of Town）」では、魔法の森の過去にフラッシュバックし、アースラが他の魔女であるマレフィセント（クリスティン・バウアー・ヴァン・ストラテン）やクルエラ・ド・ヴィル（ヴィクトリア・サマフィット）と手を組んでいる様子が描かれる。彼女たちは協力して英雄たちを倒し、幸せな結末を見つけようとするが、失敗する。エピソード「白雪姫の黒い心（Best Laid Plans）」では、白雪姫とチャーミング王子からマレフィセントの赤ちゃんを救おうとした際、アースラとクルエラは魔法のない世界へと続くポータルに落ちてしまう。30年後、現代のニューヨークでアースラは水族館の清掃員として働いていたが、ルンペルシュティルツキンに招かれ、クルエラとも再会する。その後、アースラ、クルエラ、ルンペルシュティルツキンは、魔法の町ストーリーブルックに入り込む策略を立てる。エピソード「マレフィセントの涙（Unforgiven）」では、彼らがマレフィセントを蘇らせ、仲間に加えるシーンが描かれる。
エピソード「白雪姫の黒い心（Best Laid Plans）」のフラッシュバックでは、白雪姫（ジニファー・グッドウィン）とチャーミング王子（ジョシュア・ダラス）の行動によって、彼女とクルエラが魔法のない世界に送られる前、最初のダーク・カースがかかる前の魔法の森での出来事が描かれる。
エピソード「人魚の歌（Poor Unfortunate Soul）」の現代のストーリーラインでは、悔い改めたフックがアースラの歌声を取り戻すために取引を行う。アリエルが介入し、ポセイドーンをストーリーブルックに連れてきて、彼とアースラが和解することで、魔法が解かれる。幸せな結末を迎えたアースラは、その後フックにルンペルシュティルツキンの英雄たちに対する計画を伝え、父と共に再び海へ帰っていく。

#### ミッキーマウスのワンダフルワールド
アースラは、Disney+のシリーズ『ミッキーマウスのワンダフルワールド』のエピソード「ローラー・ディスコは止まらない（Keep on Rollin）」に登場し、キャロルが再び彼女の役を演じた。このエピソードでは、アースラがピートやビーグルボーイズと共に、スケートリンクで出会ったミッキーマウスとその仲間たちに立ち向かう。

#### アリエル にんぎょのおはなし
アースラは、2023年の映画『リトル・マーメイド』を部分的に基にしたリブートシリーズ『アリエル にんぎょのおはなし』に登場し、主要キャラクターには新しいデザインが施されている。アースラの声はアンバー・ライリーが担当している。

### ビデオゲーム
ビデオゲーム『キングダム ハーツ』では、アースラはマレフィセントの共謀者の1人として登場し、ハートレスの力を使ってアトランティカを攻撃し、権力を得ようとする。このバージョンのストーリーでは、公式の攻略本によると、アースラは追放される前にトリトン王の占い師だったとされている。アースラは最終的に、ソラ、アリエル、ドナルドダック、グーフィーによって倒される。『キングダム ハーツ チェイン オブ メモリーズ』では、彼女はソラの記憶から作り出されたファクシミリとして登場する。『キングダム ハーツII』では、アースラは闇の力によって謎の復活を遂げ、アリエルの前に現れ、映画の役割を再現する。ゲーム内で映画のストーリーが再現される際、アースラはソラたちを認識しておらず、アリエルも『キングダム ハーツ』での彼女の敗北に言及しない。実際、アースラがアリエルと取引を持ちかけるとき、アリエルは初めてアースラを見たかのように反応する。しかし、ソラはアースラが最初のゲームで「当然の報いを受けた」と述べる。物語のクライマックスで、アースラはエリックがトライデントをアースラの胸に突き刺し、彼女を完全に倒す。しかし、彼女は『キングダム ハーツ 3D ［ドリーム ドロップ ディスタンス］』で再び現れ、映画の終盤の巨大な姿で海上でソラとリクに立ち向かう。ゲームでは、このアースラが「本物」かどうかについて矛盾したヒントが与えられており、彼女はゲームの戦闘システムのチュートリアルを提供し、ゲームの主要な敵対者であるゼアノートのプロットを予告するセリフを述べるという非常に小さな役割を果たす。ゲーム内では、再びパット・キャロルが彼女の声を担当している。
彼女は2010年の『ディズニー エピックミッキー 〜ミッキーマウスと魔法の筆〜』のコンセプトアートにも登場した。アースラがグレムリン・ガスを誘拐しようとする際、ミッキーが救出に駆けつけ、彼女の手から彼を救う。
アースラは、『ディズニー マジックキングダムズ』で期間限定でアンロックできるプレイヤーキャラクターとして登場する。また、『ディズニー ドリームライトバレー』にも登場し、ここではパット・キャロルが彼女の声を担当した（彼女の死後の出演）。さらに、『ディズニー スピードストーム』では、デブラ・ウィルソンが声を担当し、プレイヤーキャラクターとして登場する。

### テーマパークのアトラクション
アースラは、1992年にディズニーランドで初演されたショー「ファンタズミック!」など、ディズニーパークに登場し、ミッキーマウスを倒すために召喚されたディズニーヴィランズの1人として描かれている。巨大なアースラのオーディオアニマトロニクスは、ディズニー・カリフォルニア・アドベンチャーとマジック・キングダムにあるダークライド「リトル・マーメイド:アリエルのアンダーシー・アドベンチャー」に登場する。アースラは、ウォルト・ディズニー・ワールドのマジック・キングダムのハロウィンテーマの花火ショー「ハロウィッシュズ」や、「ミッキーのノット・ソー・スケアリー・ハロウィーン・パーティー」の特別イベントでも中心的なキャラクターとして登場する。アースラはまた、ディズニーランドで開催された「ウォルト・ディズニー・パレード・オブ・ドリームズ」のリトル・マーメイドのユニットの最後にも登場する。

### 舞台

#### ブロードウェイ・シアター
ミュージカル版『リトル・マーメイド』で、シェリー・レネ・スコットがアースラの役を初めて演じ、彼女は2009年1月25日までその役を務めました。この役を演じた他の女優には、ハイディ・ブリッケンスタッフやフェイス・プリンスがいる。
このバージョンでは、アースラはトリトン王の妹という設定で、これはオリジナル映画の初期の構想であったものの、最終的に削除された設定である。アースラとトリトンの父が亡くなったとき、2人は海の等分の支配権と2つの魔法のアイテムを与えられた。トリトンはトライデントを受け取り、アースラは魔法のノーチラスの貝殻を受け取った。2人は一緒に海を支配することになっていたが、アースラの欲望とトリトンを追い落とすための暗黒魔法の使用が原因で、彼女は追放された。復讐と権力への欲望が彼女の行動の動機となっている。ミュージカルのプロットは映画と似ているが、アースラがヴァネッサに変身しないことと、最終的にアースラがエリックではなくアリエルによって倒される点が異なる。アリエルがアースラの力が宿るノーチラスの貝殻を破壊することで、アースラは倒される。
2012年にグレン・カサールによって開発されたミュージカルの改訂版では、アースラとトリトンの背景が変更され、アースラはアリエルと同じく7人の姉妹の末っ子となった。しかし、アリエルとは異なり、彼女は姉妹たちのように美しい人魚ではなく、父親のポセイドーンからは嫌われ、無視されていたが、姉妹たちは愛されていた。ポセイドーンは、彼女に対する扱いに対する罪悪感からノーチラスの貝殻を与え、アースラはそれを使ってすべての姉妹を殺し、ポセイドーンが「非常に珍しい致命的なインフルエンザ」で亡くなった後、女王となった。アースラは当時1歳だったトリトンの存在を忘れ、彼を脅威とは見なしていなかったが、彼が成長して彼女を追放し王となるまでのことだった。アースラの復讐への動機は、ミュージカルの元の脚本と同様だが、彼女がアリエルの母を殺したという設定が追加されている。
映画からの曲に加えて、アラン・メンケンとグレン・スレーターはアースラのために新しい曲を作った。「I Want the Good Times Back」はアースラの登場と彼女の背景を紹介する曲で、「I Want the Good Times Back (reprise)」では、アースラがフロットサムとジェットサムにアリエルがエリックにキスさせるのを妨害するよう命じ、「不幸せな魂」のリプライズでは、アースラがトリトンに契約に署名させ、トライデントを手に入れる。ワークショップ段階では、アースラには別のイントロダクション曲「Wasting Away」があり、トリトンが彼女を追放した後の苦しみを歌っており、そのリプライズではアースラがヴァネッサに変身する準備をするシーンがあった。ワークショップではエミリー・スキナーがアースラのボーカルを担当した。2012年の改訂版ミュージカルでは、「I Want the Good Times Back」は「Daddy's Little Angel」という新しい曲に置き換えられた。

#### Unfortunate - The Untold Story of Ursula The Sea Witch（2019年 - 現在）
アースラは、ロビン・グラントによるリビジョニスト・パロディ・ミュージカル『Unfortunate - The Untold Story of Ursula The Sea Witch』で主役となる。

#### その他の舞台
2016年、レベル・ウィルソンがハリウッド・ボウルで開催されたコンサート版『リトル・マーメイド』でアースラの役を演じた。このコンサートは映画の曲とブロードウェイ・ミュージカルの4曲をフィーチャーしたものだった。ウィルソンの演技は絶賛され、『ハフィントン・ポスト』は「完璧な演技」と評した。
クイーン・ラティファは、2019年のテレビ特番『リトル・マーメイド・ライブ!』でアースラを演じた。この特番は、ハリウッド・ボウルでのライブコンサートと同様に、映画の上映とゲストミュージシャンやセレブリティによる生演奏を組み合わせた形式を採用した。

### 文献
アースラは、ディズニープレスが出版したさまざまな小説や関連作品にも登場している。1992年に発売されたコミックブックシリーズ『Disney's The Little Mermaid』は、人魚として海の中で生活するアリエルの冒険を描いたものである。アースラはいくつかのエピソードに登場し、特に「Serpent Teen」では、アースラが自分の住処となる海蛇の死骸をどのように手に入れたかが描かれている。『My Side of the Story: Ursula』（2004年）は、映画のプロットをアースラの視点から再構築し、アースラがトリトンに恋愛感情を抱いていることが描かれている。『The Villain Files』（2005年）では、アリエルが赤ん坊だった頃に、アースラがトリトンの城で暮らしていた若い頃の姿が描かれている。
アースラは、2016年に発表されたセリーナ・ヴァレンティノによるヤングアダルト小説『ディズニー みんなが知らないリトル・マーメイド 嫌われ者の海の魔女アースラ』の主要キャラクターでもある。この小説は「ヴィランズ」シリーズの第3作であり、『美女と野獣』『白雪姫』『眠れる森の美女』などのディズニー映画をクロスオーバーさせたものである。この小説では、アースラはトリトン王の妹であり、人魚の尾ではなく触手を選んだために幼少期にトリトンに裏切られ、人間としてイプスウィッチの町で養父とともに育った。養父が彼女を守るために町の人々に殺された後、アースラは海に戻り、アトランティカの女王アテナと友達になるが、トリトンによって相続を拒否され、影に追放される。アースラはトリトンの魂を奪い、全海洋の支配者になるために他の3人の魔女と共謀するが、最終的には敗北する。
アースラは、2020年の子供向けホラー小説『Part of Your Nightmare』でも悪役として登場する。この小説は『Disney Chills』シリーズの第1作である。物語の舞台は現代で、シェリー・アンダーソンという11歳の少女が新しい学校に転校してきたばかりの海辺の町トリトンベイである。シェリーは周囲になじもうと奮闘しており、特に学校の水泳チームの人気キャプテン、ケンドールの承認を得たいと願っている。シェリーは最初にアンダーソン家が所有する水族館でアースラに出会い、その後、アースラが取引を持ちかけ、シェリーが「史上最速のスイマー」になれるが、その代わりにアースラのために小さなお願いを聞いてほしいと言われる悪夢を見るようになる。

#### ディズニー みんなが知らないリトル・マーメイド 嫌われ者の海の魔女アースラ
アースラは、セリーナ・ヴァレンティノによる「ヴィランズ」シリーズの第2巻『ディズニー みんなが知らない美女と野獣 なぜ王子は呪いをかけられたのか』で言及され、オッド・シスターズの前に登場する。
彼女は第3巻の主役である。物語の出来事が起こる前、アースラはイギリスのイプスウィッチの町に現れ、住民に苦痛を与え、彼らをねじれた海の生き物に変えていくが、トリトン王に止められる。数年後、アースラはヴァネッサの姿でオッド・シスターズのもとに行き、彼女たちの妹サーシーを見つけるのを手伝うことと引き換えに、トリトンを倒すための助けを求める。この本では、トリトンはアースラの兄であり、したがってアースラはアリエルの叔母という設定である。しかし、オッド・シスターズが知らないうちに、アースラはサーシーを自分のポリプの1つに変え、彼女を洞窟に閉じ込めていた。
オッド・シスターズは最初はアースラを助けるが、アースラがサーシーを捕らえていることを知ると、彼女に対して逆襲し、魔法でエリックの船を操ってアースラを突き刺し、サーシーを捕らえていたことへの復讐としてアースラを殺す。この後、サーシーは解放され、アースラの金色の貝殻を発見する。自分の姉妹たちがアースラを殺したことを知ったサーシーは、彼女たちが他の誰にも害を与えないようにするため、彼女たちを眠りに追放する。
第4巻『ディズニー みんなが知らない眠れる森の美女 カラスの子ども マレフィセント』では、サーシーとナニーがアースラの遺体を集め、マレフィセントの到着前に海で埋葬する。

#### Part of Your World: A Twisted Tale
リズ・ブラスウェルによる『ディズニー ツイステッドテール』シリーズの第5巻では、「もしアリエルがアースラを倒せなかったらどうなるか？」という問いに答えている。この本では、アースラはヴァネッサの姿で最終的にエリック王子と結婚し、5年後もアリエルの声を保持している。彼女はエリックのつながりを利用して隣国と戦争をし、エリックの王国の領土を拡大する。彼女は美しい外見と豊かな生活を維持しているが、最終的にアリエルとエリックによって打倒される。
この本で、ブラスウェルはアースラの種族を「セカエリア（cecaelia）」と記述している。この用語は2000年代後半にファンによって作られたもので、ディズニーが出版した作品でこの名前が使われたのはこれが初めてである。

#### Part of Your Nightmare
アースラは、ジェニファー・ブロディがベラ・ストレンジの名義で執筆した「Disney Chills」シリーズの第1巻『Part of Your Nightmare』の主要な敵役である。この本は2020年7月7日に出版された。本作では、アースラが主人公のシェリーが学校でより人気者になることを約束する。しかし、シェリーはすぐに、この取引には代償が伴うことに気づき、その代償を支払うことができるかどうか疑問に思うようになる。

#### ディズニーヴィランズ もうひとつの『リトル・マーメイド』 アースラの秘密の恋
アースラがヴァネッサの姿で登場するフランス語の小説『ディズニーヴィランズ もうひとつの『リトル・マーメイド』 アースラの秘密の恋』では、彼女が主役を務める。この本はロリー・ラングドンによって執筆され、2022年1月12日に出版された。海の人々に拒絶され失望したアースラは、ヴァネッサとして初めて陸に上がり、誰にも無視されることのない絶対的な力を求めて旅に出る。しかし、運命は彼女をアンドレ・バロスという人間と引き合わせ、彼女は彼と恋に落ちる。

## キャスト

### 原語版声優
- パット・キャロル（1989年 - 2022年）[100]
- ジョディ・ベンソン（1989年）：ヴァネッサを担当。
- ウーピー・ゴールドバーグ（2017年）：『ディセンダント』を担当。
- ドーン・ルイス（英語版）（2022年）：『リサ・シンプソンのクラブへようこそ（英語版）』を担当。
- デブラ・ウィルソン（2023年）：「ディズニー スピードストーム（英語版）」を担当。
- アンバー・ライリー（2024年）：『アリエル にんぎょのおはなし』を担当。

### 実写版キャスト
- マーリン・ダンジー（英語版）（2014年）：『ワンス・アポン・ア・タイム』
- クィーン・ラティファ（2019年）：『リトル・マーメイド・ライブ!（英語版）』
- メリッサ・マッカーシー（2023年）：実写版『リトル・マーメイド』[101]

### 日本語吹替版声優

#### アニメ版
- 森公美子（1991年 - 現在）[102]
- くじら（1992年 - 2002年）：TVシリーズ『リトル・マーメイド』『ミッキーのマジカル・クリスマス 雪の日のゆかいなパーティー』『ハウス・オブ・マウス』『キングダム ハーツ』シリーズを担当。
- 定岡小百合（2022年）：『ザ・シンプソンズ』を担当。
- 八百屋杏 (2024年): 『アリエル にんぎょのおはなし』

#### 実写版
- 入江純（2014年）：『ワンス・アポン・ア・タイム』を担当。
- 浦嶋りんこ（2023年）：実写版『リトル・マーメイド』を担当[103]。

## おもちゃ
アースラとヴァネッサの両方は、いくつかの玩具の創作にインスピレーションを与えており、特にディズニーストアや最近ではマテル、ターゲット、ジャックス・パシフィックから発売されたファッションドール、ぬいぐるみ、アクションフィギュアなどが注目されている。これらは、さまざまな視覚スタイル、体型、サイズで両キャラクターを描いている。また、2023年の実写映画の公開に合わせて、ジャックス・パシフィックからはアースラの神秘的な魔法の大釜のインタラクティブなバージョンも発売され、ライト、音、音楽、いくつかのアクセサリーが特徴である。また、アースラの神秘的な魔法のノーチラスの貝殻ネックレスも2つのバージョンが存在する。最初のものは、追加の装飾が施されたカラフルで華やかなバリエーションで、2019年にディズニーストア限定商品として発売された。これには、アリエルとしてジョディ・ベンソンが歌う録音が再生されるライトアップ機能や、録音機能が含まれている。2つ目のバージョンは、よりシンプルで視覚的に忠実なバージョンで、2023年の実写映画の公開に合わせてジャックス・パシフィックから発売された。このバージョンも、アリエルまたはヴァネッサとしてハリー・ベイリーが歌う録音が再生されるライトアップ機能を備えている。

## 評価

### 批評家の反応
アースラはエンターテインメント評論家から高く評価されている。『リトル・マーメイド』が1989年に初公開されたとき、映画評論家や観客はアースラをディズニーの最高の悪役としてすぐに受け入れ、近年のスタジオで最も強力な悪役の1人とも評価した。映画評論家のロジャー・イーバートは、アースラをディズニーの「最も満足のいく悪女」と称し、彼女を1937年に登場した『白雪姫』の女王以来の悪役として位置づけた。評論家たちは、アースラが『リトル・マーメイド』の全体的な成功において重要な役割を果たしたことに同意している。『Bustle』誌のサマンサ・ルロは、アースラを「アリエル自身よりもずっと興味深いキャラクター」と評価し、彼女の「ディズニーの悪役の中で最高のヘアメイクを誇っている」ことを称賛した。同じく『Bustle』誌で執筆したケイトリン・カレガリは、アースラが「ありのままを語る」ことに感謝した。『オーランド・センチネル』紙のジェイ・ボイヤーは、アースラを「完全な成功」と称賛し、いくつかの前例あるディズニーの悪役と似ている点があってもその成功を認めた。『ニューヨーク・タイムズ』紙のジャネット・マスリンは、アースラを「映画のよく練られたいたずら心を体現する、素晴らしくキャンピーな創造物」と表現した。『ニューヨーク・デイリーニュース』紙のキャスリーン・キャロルは、アースラを「独創的な高キャンプの悪女」と称し、彼女を映画の「傑出した」アニメーションの代表例とみなした。『バラエティ』誌は、アースラを「視覚的な饗宴」として称賛し、「映画の中で最もインスピレーションを受けた発明」の1つであると考えた。
『エンパイア』誌のウィリアム・トーマスは、アースラを「本当に恐怖を引き起こす存在」と評し、『タイム』誌のエリアナ・ドックターマンは、過去のディズニーの悪役とは異なり「アースラは善良であるふりさえしない... 最初から彼女は自分が邪悪な魔女であることを受け入れている」と述べている。『ラジオ・タイムズ』紙のキルメニー・フェイン・サンダースは、親たちにアースラが幼い子供たちを怖がらせるかもしれないと警告した。しかし、『ハフィントン・ポスト』紙のヒラリー・シャインボウは、「私たちの周りには、歩き、話し、努力している、まるでアースラのような人がたくさんいる」と考え、「どんなに魅力的な申し出であっても、すべての人が自分の最善の利益を守ってくれるわけではないことを子供たちに教えることが重要である」と結論づけた。『メトロ』紙のダンカン・リンゼイは、アースラが子供たちに「契約書に目を通すことが取引の一部であることを教えてくれる。彼女のおかげで、私たちはビジネス感覚を持つようになり、取引を確保するときには常にその書類を三重にチェックすることを忘れない」と同意している。ディズニー・アーカイブスのデイブ・スミスは、「怒りが彼女の真の感情を引き出すと、その効果は驚異的である。顔がまだ人間のままでも、その冷酷な憎しみの表情は、確かに幼い子供たちに悪夢をもたらしたに違いない。そして、彼女が最後に巨大な姿に変わり、波の中を抜けてさまようとき、その怒りの具現化は実に息をのむものだ」と述べ、スミスは、「以前は彼女の悪事に笑っていたかもしれないが、この瞬間には笑いはなく... 本物の恐怖だけが残っている」と結論づけている。一方、スモッシュのフランチェスコ・マルチュリアーノは、アースラを「ディズニーがこれまでに創造した中で最も楽しげに邪悪なキャラクターの1人」と賞賛している。
アースラ役を演じたパット・キャロルの声の演技も同様に賞賛されている。『ロサンゼルス・タイムズ』紙のマイケル・ウィルミントンは、この女優が「映画をヒットさせるだろう」と予測した。『サン・センチネル』紙のロジャー・ハルバートは、「もしアカデミー賞が声優に与えられるなら、パット・キャロルは間違いなくその価値がある」と熱狂的に述べ、キャロルを「見事な力技」と称え、「クルエラ・ド・ヴィル（101匹わんちゃん）や女王（白雪姫）など、過去のディズニーの悪女たちを霞ませる存在」と絶賛した。『デザレット・ニュース』紙のクリス・ヒックスは、彼女の演技を「楽しい」と表現した。これまでのところ、キャロルのアースラの解釈は非常に評価が高く、最終的には彼女の過去の女優としての業績を凌駕するほどであり、キャロル自身も、ほぼ専らこの役で知られることを気にせず、誇りに思っている。キャロルは、ファンが彼女のキャラクターを認識しやすいため、「Dear Sweetlips: I hug you with my tentacles. Oceans of love, Ursula.' And then, underneath, in parentheses, I put 'Pat Carroll,' very small」とサインしていたことを説明している。

### 受賞歴と遺産
アースラはファンから非常に人気があり、ディズニーの最も象徴的なキャラクターの1つとして確立されている。また、彼女はスタジオの「クラシック」な悪役の1人と広く見なされている。著者コーリー・サンドラーは、彼の著書『Econoguide Disneyland Resort, Universal Studios Hollywood: And Other Major Southern California Attractions Including Disney's California Adventure』で、アースラを人気のある「アンチフェイバリット」として描写している。アースラの悪役としての影響力は、最終的に彼女の前任者たちを凌駕した。テックタイムズのローラ・ローゼンフェルドによれば、アースラはディズニーのカノンにおけるすべてのアニメキャラクターの中で最も深い影響を持っているとされている。アースラは、ディズニー史上最高の悪役の1人と見なされ続けており、さまざまな出版物によるランキングで高く評価されている。
『E!』のディズニーヴィランズ・ランキングでは、アースラがトップに立ち、著者ジョン・ブーンは「アースラほど邪悪で素晴らしいディズニーヴィランズはいないだろう」と結論づけた。『Yahoo! Movies』はアースラを3位にランク付けし、「彼女はディズニー初の女性ヴィランとして自分の曲を持った最初のキャラクターである」と賞賛した。『ハフィントンポスト』の「25人のクラシックなディズニーヴィランズの決定的なランキング」でもアースラは3位にランクインした。About.comでは「トップ10ディズニーヴィランズ」の記事でアースラを4位にランク付けしている。『Babble.com』は「最悪の中の最悪」としてアースラを5位にランク付けした。『Moviefone』は、歴代のディズニーヴィランズの中でアースラを7位にランク付けしている。『TVOvermind』もアースラを「トップ10アニメディズニーヴィランズランキング」で7位に位置付けた。『Beamly』のソフィー・ホールは、アースラが「アリエルよりもカリスマ性があった」と述べ、彼女を「ヒーローよりも優れた8人のディズニーヴィランズ」の1人として認識している。さらに、アースラは歴代のアニメ悪役の中でも最も偉大なキャラクターの1人としばしば見なされている。『スカイ・ムービーズ』は「最低のアニメ悪役」のリストにアースラを含め、『トロント・サン』は彼女を「歴代最高のアニメ悪役」の3位にランク付けした。
アースラはまた、ディズニーの最も恐ろしいヴィランズの1人とも考えられている。Oh My Disneyは、アースラのセリフ「トリトンの娘は私のものになり、彼をのた打ち回らせる。針にかかった虫のように苦しませてやる！」を「最も邪悪なディズニーヴィランズのセリフ」の5位にランク付けした。一方、『ローリング・ストーン』はアースラが巨大化するクライマックスのシーンを、映画『サイコ』（1960年）の有名なシャワーシーンと比較し、雑誌の「子供向け映画の最も恐ろしい12の瞬間」のリストに含めた。また、『バズフィード』はアースラの死を「最も恐ろしいディズニーヴィランズの死」の5位にランク付けした。2014年の『マレフィセント』の公開後、ディズニーヴィランズが自分の映画に主演する価値があるとされる投票では、アースラも選ばれた。『Yahoo! Movies』、MTV、『Bustle』『ニューヨーク・ポスト』などがこれに含まれている。デン・オブ・ギークのデイビッド・クロウは、アースラ役に映画『ヘアスプレー』（2007年）でドラァグパフォーマンスを披露した俳優ジョン・トラボルタを最初に選んでいる。この役は、アースラのデザインの元となった俳優ディヴァインが演じたものである。
アースラの体型は、世間から好意的に受け入れられており、ボディ・ポジティブの象徴として認識されている。HelloGigglesは「アースラはディズニーヴィランズの中で最もポジティブな体イメージを持っている」と考えており、「彼女は他のヴィランやヒロインのようにサイズゼロではないが、同じくらい自信に満ちている。彼女はセクシーでグラマラスであり、謝罪することなく自分のカーブを誇示している」と述べている。2007年以降、ディズニーはディズニーキャラクターに扮したセレブリティを撮影したディズニー・ドリーム・ポートレートという広告キャンペーンを展開し、2011年にはクイーン・ラティファがアースラとして撮影された。2012年にディズニーがリリースしたディズニー・ヴィランズのドールとメイクアップのラインでは、アースラが「市場性を持たせるためにスリム化」され、身体の多様性を無視したとして批判された。2013年のハロウィンでは、アンバー・ライリーがトドリック・ホール監督の『シカゴ』の「セル・ブロック・タンゴ」のセレブリティ・パロディ/トリビュートでアースラを演じ、ディズニーヴィランズを際立たせたことで称賛された。レディー・ガガは、「ArtRave: The Artpop Ball」でアースラにインスパイアされたドレスを着用した。2015年の『ダンシング・ウィズ・ザ・スターズ』では、ルーマー・ウィリスがアースラに扮して「哀れな人々」に合わせてサンバを踊った。アースラは「LGBTコミュニティと直接結びついている最も有名な例」として議論されることが多く、ディヴァインの外見と性格を共有していることもあり、ゲイ・アイコンとしての地位も確立している。
ブロードウェイ版でアースラを演じたシェリー・レネ・スコットの演技は、アウター・クリティクス・サークル賞でミュージカルの助演女優賞にノミネートされた。メリッサ・マッカーシーは、2023年の映画でアースラを演じたことで、サターン賞の助演女優賞、ピープルズ・チョイス・アワードのムービー・パフォーマンス・オブ・ザ・イヤー賞、ニコロデオン・キッズ・チョイス・アワードの映画女優賞および悪役賞にノミネートされた。